# أدريان بالوماريس
أدريان بالوماريس (بالإسبانية: Adrián Palomares) (و. 1976  م) هو راكب دراجة هوائية إسباني، شارك في طواف إسبانيا.

## روابط خارجية
- أدريان بالوماريس على موقع الاتحاد الدولي للدراجات (الإنجليزية)
- أدريان بالوماريس على موقع أرشيف الدراجات (الإنجليزية)
- أدريان بالوماريس على موقع إحصائيات الدراجات الإحترافية (الإنجليزية)
- أدريان بالوماريس على موقع نسبة الدراجات (الإنجليزية)